# Nightwing
Nightwing (deutsch „Nachtflügel“) ist der Titel einer Reihe von Comicpublikationen, die der US-amerikanische Verlag DC-Comics seit 1995 herausgibt.
Nightwing (Dick Grayson) ist der alte Robin, der in Bludhaven, einer Stadt in der Nähe von Gotham City, für Recht und Ordnung sorgt.
Die Nightwing-Comics sind eine Mischung aus Abenteuer-, Detektiv- und Superheldencomic. Hinzu kommen unterschiedlich betonte Science-Fiction-Elemente.
Die Popularität der Nightwing-Comics hat zudem im Laufe der Zeit zur Adaption zahlreiche auf ihnen beruhende Merchandisingprodukte nach sich gezogen. So gibt es beispielsweise Nightwing-T-Shirts, Action-Figuren und Kühlschrankmagneten und sogar eine Nightwing-Themen-Achterbahn in den zum Time-Warner-Konzern gehörenden „Six Flags“-Parks. Eine Verfilmung des Nightwing-Stoffs ist von Warner Brothers seit Jahren geplant, gelangte bislang jedoch nicht über Vorstadien (Erstellung von Exposés und Drehbüchern) hinaus.

## Veröffentlichungsdaten
Die erste Ausgabe der bis 2009 fortlaufenden Nightwing-Serie kam 1996 auf den Markt. Seither erscheint Nightwing in den USA in monatlichem Rhythmus. Die Nightwing On-Going von 1996 hat 153 Ausgaben erreicht. Seit ihrem Start zählt die Serie zu den meistverkauften Comicserien im Programm des DC-Verlags mit regelmäßigen Platzierungen in den Top 50 der meistverkauften Comichefte in den monatlichen Verkaufscharts des Wizard-Magazins. Nach dem New 52-Reboot von DC im Jahr 2011 hat auch Nightwing eine neue Serie bekommen, welche die vorherige Nummerierung zurücksetzte und wieder bei Ausgabe #1 begann. Sie schaffte es auf 30 Ausgaben. Im Zuge des DC Rebirth-Relaunches aus dem Jahre 2016 bekam Nightwing abermals eine neue Serie beginnend mit Ausgabe #1. Diese läuft bis heute und ist aktuell bei Ausgabe #78 (Stand: März 2021).
Nightwing ist eine Ablegerserie der Comics um den Verbrecherjäger Batman, in der Nightwings Alter Ego Dick Grayson ursprünglich als Batmans Begleiter Robin jahrzehntelang als Co-Star der Reihe aufgetreten war. Nachdem die Macher der Batman-Serie sich 1969 entschlossen hatten Robin erst erwachsen werden zu lassen und zum College zu schicken, zogen spätere Autoren 1983 schließlich die Konsequenz aus dieser Entwicklung und ließen Grayson seine Identität als Robin endgültig ablegen um seine eigenständige, von Batman losgelöste Persönlichkeit als Detektiv und Verbrecherjäger Nightwing zu entwickeln. Die Nightwing-Figur erwies sich als eine der Hauptfiguren der Abenteuerserie Titans mit der Zeit als derart populär, dass der DC-Verlag nach einem moderat erfolgreichen, von dem Briten Alan Grant verfassten, Special 1995 (Nightwing: Alfred's Return) und einer extrem erfolgreichen von Dennis O’Neil getexteten Miniserie 1995/96 (Nightwing: The Ties that Bind #1-4) beschlossen dem Charakter eine eigene Serie zu widmen. Zu den Autoren, die in der Vergangenheit für die fortlaufende Nightwing-Serie schrieben, zählen unter anderem Chuck Dixon, Devin Grayson und Marv Wolfman. Zu den Zeichnern, die für die Serie verpflichtet werden konnten, gehören unter anderem Scott McDaniel und Greg Land. Nightwing und Batman arbeiten auch heute noch gelegentlich in Gotham zusammen, auch wenn ihre Trennung einen leichten Schatten über ihre Freundschaft wirft.

## Handlung
Nightwing erzählt die Erlebnisse des Abenteurers Richard „Dick“ Grayson, der in seiner Tarnidentität als „Nightwing“ zahlreiche Abenteuer erlebt. Ursprünglicher Schauplatz der Serie war die fiktive Stadt Blüdhaven (phonetisch angelehnt an blood haven) an der amerikanischen Nordostküste, in die Grayson ursprünglich zur Aufklärung einer Mordserie kommt, dann aber beschließt dauerhaft dort zu bleiben, um in der von Verbrechen und Korruption geplagten Stadt bei der Bewältigung ihrer Probleme zu helfen. Mit der Ausgabe #101 wurde der Schauplatz der Serie nach New York City verlegt, nachdem Nightwing den Hauptschurken der ersten 100 Hefte, den Kriminellen Roland Desmond alias Blockbuster, endgültig hat zur Strecke bringen können und beinahe alle seine Freunde in Blüdhaven bei einem schicksalshaften Unglück ums Leben kommen.
Nightwings Abenteuer kreisen um traditionelle Detektivthemen wie das Aufklären von Mordfällen und Einbrüchen, die Auseinandersetzung mit einer korrupten Polizeibehörde, sozialkritische Themen wie die Auseinandersetzung mit dem amerikanischen Großstadtghetto, das Soziopathen und Geisteskranke hervorbringt, und Abenteuerthemen wie die Reise in eine von Gorillas bewohnte Stadt im afrikanischen Dschungel. Betont werden parallel dazu vor allem aber auch die intrapersönlichen Aspekte der Hauptfigur und ihre allmähliche Reifung zu einer eigenständigen Persönlichkeit. In der Ausgabe #1 der Serie zieht Grayson in ein Apartmenthaus in Blüdhaven ein, dessen Bewohner den Kern des Ensembles der Nebenfiguren der Reihe bilden. Er beginnt als Barkeeper zu arbeiten. In späteren Ausgaben der Serie besucht Grayson die Polizeiakademie und wird Beamter beim Blüdhaven Police Department (BHPD), gibt diesen Job aber später zugunsten eines Daseins als Privatier wieder auf.

### Vorbilder
Eine erste Variante des Nightwing-Stoffs, die später zum Vorbild für die Nightwing-Geschichten um Dick Grayson wurde, wurde in den 1960er Jahren in den Science-Fiction-Comic Superman entwickelt.
In der Ausgabe #158 von Superman („Superman in Kandor“), die im Januar 1963 erschien, stellten Autor Edmond Hamilton und Zeichner Curt Swan eine neue Identität Supermans vor: In diesem Heft reist Superman mit Hilfe eines Verkleinerungsstrahls in die, von einem bösen Alien namens Brainiac geschrumpfte, außerirdische Stadt Kandor. Kandor, das von Superman in einer Flasche in seiner arktischen Zufluchtsstätte, der Festung der Einsamkeit, aufbewahrt wird, wird, wie er feststellen muss von allerlei Verbrechen heimgesucht. Um diesen zu Leibe zu rücken, verkleidet sich Superman in einem futuristisch-schwarz-grau-blauen Kostüm und macht als Verbrechensbekämpfer Nightwing Jagd auf die Unholde der geschrumpften Stadt.
Die Nightwing-Identität ist dabei eine klare Nachahmung der Tarnidentität von Supermans Freund Batman. Unterstützt wird Superman bei diesem – und einer Reihe weiterer – Abenteuer in Kandor von seinem jungen Freund Jimmy Olsen, der in Nachahmung von Batmans Juniorpartner Robin – die Tarnidentität von Nightwings schillerndem Assistenten Flamebird annimmt. In einer späteren Geschichte übernimmt Supermans Cousin Van-Zee die Nightwing-Identität von ihm (Superman Family #181 vom Mai 1977), während Ak-Var die Flamebird-Identität übernimmt.
In einer späteren Version ist Superman dagegen niemals Nightwing gewesen, sondern kennt diesen nur als einen historischen Verbrechensbekämpfer aus den Geschichtsbüchern seines untergegangenen Heimatplaneten Krypton. Innerhalb der modernen Superman- und Nightwing-Comics wurde verschiedentlich erklärt, dass Dick Grayson, nachdem er seine Identität als Batmans Partner Robin aufgegeben hat, sich auf der Suche nach einer neuen Superhelden-Identität an Superman gewandt habe, der ihm die „Legende von Nightwing“ erzählt habe und Grayson so dazu veranlasst habe, sich den Namen und die Verkleidung von Nightwing (bzw. eine ähnliche Verkleidung) zu eigen gemacht habe.
Weitere Superman-Abenteuer, in denen der Mann aus Stahl in seiner Verkleidung als Nightwing agiert, finden sich in Jimmy Olsen #69 von 1963 (Einführung von Nightwings Hund Nighthound), World's Finest #143 von 1964 (Superman und Olsen reisen gemeinsam mit Batman und Robin nach Kandor).

## Adaptionen
Der Nightwing-Charakter wurde in diversen Folgen der Zeichentrickserien The New Batman Adventures, Justice League Unlimited, Young Justice und Teen Titans eingebaut.
Zudem tritt der Nightwing in verschiedenen Zeichentrickfilmen Batmans auf, etwa Batman: Under the Red Hood, Batman: Bad Blood, Batman: The Killing Joke oder Batman: Hush.
Eine anspielungsweise Erwähnung fand die Figur in dem Kinofilm Batman Forever. Dort erwägt Chris O’Donnell, der in der Rolle des Dick Grayson auftritt, zu Beginn seiner Partnerschaft mit Batman zunächst sich den Namen Nightwing als Tarnidentität zuzulegen. Stattdessen entscheidet er sich aber für den Namen Robin.
In dem Videospiel Arkham City tritt der Nightwing in den Herausforderungskarten auf.
Dick Grayson ist ein zentraler Charakter in der TV-Serie Titans. In dieser ist er der Anführer des gleichnamigen Teams, wo unter anderem auch seine Entwicklung von Robin zu Nightwing stattfindet. Die Rolle wird von Brenton Thwaites verkörpert.
Nightwing ist eine der spielbaren Figuren im Videospiel Gotham Knights, welches 2022 erschien.

## Nebenfiguren

### Aaron Helzinger
Aaron Helzinger, alias Amygdala, (griechisch αμυγδαλή „Mandel“) ist ein Nachbar von Dick Grayson (Nightwing) in den Nightwing-Abenteuern, die in Blüdhaven spielen. Helzinger, der in Shadow of the Bat #3 von 1992 (Autor: Alan Grant, Zeichner: Norm Breyfogle) debütierte, ist ein riesenhafter und übermenschlich starker Mann, der nach seiner Heilung von einer schweren Geisteskrankheit aus der psychiatrischen Anstalt Arkham Asylum entlassen werden kann.
Helzinger leidet seit seiner Jugend an unkontrollierbarer Tobsucht, die sich in gewalttätigen Ausbrüchen äußert, da das als Amygdala bezeichnete mandelförmige Nervengeflecht im Gehirn, das eine wichtige Rolle bei der emotionalen Selbstkontrolle von Menschen spielt, in seinem Fall beschädigt ist. Der Versuch, den Fehler operativ zu korrigieren, schlägt fehl und macht Helzinger zu einem unkontrollierbar aggressiven Geisteskranken, der schon auf geringste äußere Anstöße mit hemmungslosen Gewaltausbrüchen reagiert. In Kombination mit seiner riesenhaften Körpergröße (er besitzt z. B. nahezu schaufelgroße Hände) und seiner ungewöhnlichen Körperkraft wird Helzinger in die Psychiatrie Arkham eingewiesen. Aufgrund der Ursache seiner Aggressionsschübe gibt man Helzinger den Spitznamen Amygdala. Helzinger wurde ursprünglich als Schurke für die beim selben Verlag wie Nightwing erscheinende Serie Batman geschaffen. Dort tritt er einige Jahre lang als einer von Batmans physisch gefährlichsten Widersachern auf, der – selbst wenig intelligent – von anderen, klügeren Schurken als Handlanger benutzt wird, die die Zutraulichkeit und Naivität des im Grunde gutmütigen Helzingers in seinen Ruhezuständen missbrauchen, um ihn für ihre Zwecke einzuspannen. So nutzt der Bauchredner Amygdala beispielsweise einmal als Komplizen bei einem Überfall auf ein Spielzeuggeschäft (Detective #659). Ein anderes Mal lässt der Anstaltsleiter Jeremiah Arkham ihn im Zweikampf gegen Batman, der sich als vermeintlicher Insasse in die Anstalt eingeschleust hat, antreten, um diesen durch eine Niederlage gegen Amygdala vor den anderen Insassen zu demütigen. Ansonsten nimmt Amygdala an Baseballspielen der Insassen (Showcase'94 #3&4) teil, wird er mit Sedativa und Elektroschocks ruhiggestellt, kämpft gegen das Monster Clayface (Batman #550) und beteiligt sich regelmäßig an Häftlingsaufständen.
Nach dem Start der Nightwing-Serie – die originelle Nebenfiguren brauchte – schreibt man Helzinger aus der Batman-Serie heraus, indem man ihn von seinem Gebrechen genesen lässt. Als Erklärung hierfür führt man an, dass es den Ärzten in Arkham gelungen sei, Helzinger – dessen Unfähigkeit, seine Medikamente regelmäßig einzunehmen, sein Hauptheilungshindernis war – seine Medikamente operativ einzupflanzen, so dass es ihm zukünftig unmöglich sein soll, die Einnahme derselben zu vergessen und in seine tobsüchtige Art zurückzufallen. Zudem übt die Begegnung mit dem Geistlichen namens Highfather einen positiven Einfluss auf ihn aus (Jack Kirby's Fourth World #8). Als „geheilt“ aus Arkham entlassen, taucht Helzinger in Nightwing #16 in dessen Heimat Blüdhaven, der Nachbargemeinde von Batmans Heimatstadt Gotham City, dem Standort von Arkham, auf und mietet ein Apartment im selben Wohnhaus wie Nightwings Alter Ego Dick Grayson. Dieser misstraut Helzinger zunächst und hegt Zweifel an dessen tatsächlicher Heilung, freundet sich aber schließlich mit seinem eigentümlichen Nachbarn an, der sich im Laufe der Serie als ein herzensguter, wenn auch etwas naiver und einfältiger Zeitgenosse entpuppt. In Blüdhaven sieht man Amygdala als Nachtwächter und Gefängniswärter arbeiten, ihn mit Kindern Baseball spielen und seine Freundschaft mit Grayson allmählich intensivieren. Zuletzt tritt er in Nightwing #89 auf, wo er als Einziger von Graysons Nachbarn einen Anschlag der Blockbuster-Bande auf Graysons Wohnhaus überlebt.

### Bridget Clancy
Bridget Clancy war die Vermieterin von Dick Grayson während der in Blüdhaven spielenden Nightwing-Abenteuer. Clancy, die in Nightwing #2 vom November 1996 debütierte (Autor: Dixon, Zeichner: MacDaniel), war eine asiatischstämmige junge Frau, die in Irland aufwuchs und später in die Staaten auswanderte. Parallel zum Medizinstudium ist sie Vermieterin und Hausmeisterin eines Apartmenthauses in dem auch Nightwings Alter Ego Dick Grayson Quartier bezogen hat. In den ersten Jahren der Nightwing-Serie war Clancy eine lose Freundin Graysons. Clancy wurde schließlich aus der Serie herausgeschrieben: Sie verließ Blüdhaven, als sie sich nach einem Haushaltsunfall in den jungen Notarzt verliebt, der ihr erste Hilfe leistet.

### John Law
John Law war ein alter Mann, der in Dick Graysons Blüdhavener Apartment-Haus lebte. Law war ein gealterter Schauspieler, der in seiner Rolle als Leinwandheld „Tarantula“ berühmt wurde, die ihm zahlreiche Bewunderer, wie den jungen Straßenkämpfer Tad Ryerstad (Nite-Wing), der immerzu Laws nähe suchte, eingebracht hat. Für Grayson war Law, der in Nightwing #14 vom November 1997 debütierte (Autor: Dixon, Zeichner: MacDaniels), ein großväterlicher Freund und Ratgeber. Law starb schließlich bei einem Bombenanschlag auf das Apartmenthaus, der Grayson/Nightwing galt (Nightwing #89).

### Yoska Graesinka
Yoska Graesinka ist ein alter, aus Rumänien stammender Mann, der in Dick Graysons Apartmenthaus lebt. Graesinka, der in dem Heft Gotham Knights #20 vom Oktober 2001 debütierte, hielt sich zeitweise für Graysons Großvater. Er starb schließlich bei einem Bombenanschlag der Blockbuster-Bande auf das Apartmenthaus, der Nightwing galt (Nightwing #89).

## Gegner (Auswahl)
Wichtige, wiederkehrende Gegner von Nightwing sind unter anderem:

### Blockbuster I
Der erste Blockbuster (Blockbuster I), alias Mark Desmond, wurde erstmals in einer Batmangeschichte in dem Comicheft Detective Comics #345 vom November 1965 vorgestellt (Autor: G. Fox; Zeichner: C. Infantino). Dort erscheint er als ein übermenschlich starker, schier unaufhaltsamer „Berg von einem Mann“, der scheinbar wahllos Verbrechen begeht, ohne dass Batman und Robin (der spätere Nightwing) ihn aufhalten können.
Erst als die beiden Superhelden Blockbusters Geheimidentität und den Ursprung seiner gewaltigen Körperkraft entdecken, schaffen sie es ihn zu besiegen: Wie sich herausstellt verbirgt sich hinter dem Hünen der schwächliche junge Chemiker Mark Desmond. Desmond hatte sich ein selbstentwickeltes Serum verabreicht, das ihm etwas mehr Körperkraft verleihen sollte, und sich so ungewollter Weise in den geistig beschränkten, dafür unbändigen starken Blockbuster verwandelt. Sein krimineller Bruder, Roland Desmond, nutzte das Vertrauen, das sein tumber Bruder ihm entgegenbrachte, um ihn Verbrechen begehen zu lassen, um sich, Roland, so zu bereichern. Batman und Robin verhaften Roland daraufhin, während Mark verschwindet. Später treffen Batman und Blockbuster noch mehrmals aufeinander. Der dumpfe Riese wird dabei meist von Kriminellen wie der Secret Society of Super Villains dazu manipuliert, seine Verbrechen zu begehen, ohne selbst Böses tun zu wollen. Eine Hilfe im Kampf gegen Blockbuster ist, dass Batmans Alter Ego Bruce Wayne dem jungen Mark Desmond einst das Leben rettete, so dass auch Blockbuster Wayne vertraut: so kann Batman Blockbuster beruhigen, wenn er seine Maske abnimmt und sich als Wayne zu erkennen gibt. Nachdem Blockbuster Batman hilft, einige Bergarbeiter aus einer einstürzenden Mine zu retten, übergibt dieser ihn der Pflege einer Familie. Später wird Blockbuster von der Regierungsorganisation Suicide Squad in ein Team rekrutiert, das das außerirdische Monster Brimstone aufhalten soll.

### Blockbuster II
Der zweite Blockbuster (Blockbuster II), alias Roland Desmond, ist Nightwings Hauptwidersacher in den ersten einhundert Ausgaben der Serie. Wie der erste Blockbuster, sein Bruder, ist er ein riesenhafter (über zwei Meter großer), stämmig gebauter Mann. Untypischerweise verfügt der Koloss nicht nur über gewaltige Körperkraft, sondern auch über einen scharfen Verstand.
Als Oberhaupt des mächtigsten Verbrechersyndikats von Blüdhaven, herrscht er über die Unterwelt der Stadt als Nightwing in Ausgabe #1 dort eintrifft. Als Nightwing damit beginnt, Desmonds „Geschäfte“ zu stören, macht er sich den Riesen zum Feind, der fortan immer wieder versucht, den Vigilanten umbringen zu lassen. Zu diesem Zweck hetzt er anfangs einfache Schläger und später professionelle Auftragskiller wie Brutale, Stallion, Lady Vic und Shrike auf Nightwing, die letztlich aber stets versagen.
Roland Desmond wird in dem Comicheft Starman #9 vom April 1989 (Autor: R. Stern; Zeichner: T. Lyle) zu Blockbuster, nachdem sein Bruder, der erste Blockbuster in Legends #3 von 1987 „gestorben“ ist. In diesem Heft verwandelt sich der gerissene Kleinkriminellen Roland Desmond durch den exzessiven Konsum von Steroiden, wie einst sein Bruder, in den riesenhaften Blockbuster. Wie dieser ist er übermenschlich stark, besitzt aber nur den Verstand eines Kleinkindes. Um dieses Manko auszugleichen, geht Blockbuster in dem Comiheft Steel #15 von 1995 einen Pakt mit dem Dämonen Neron ein, der ihm im Ausgleich für seine Seele mit einem genialen Intellekt beschenkt. Nach Auftritten in den Serien Steel und Impulse in den Jahren 1995/1996, in denen er sich mit den Titelhelden dieser Serien anlegt, wurde er 1996 als Hauptschurke in die Nightwing-Comics eingebaut. In den ersten Ausgaben der Serie wird geschildert, wie Desmond sich im Machtkampf gegen andere Kriminelle (Black Mask, Angel Marin) als Herrscher über die Unterwelt von Blüdhaven durchsetzt bis Nightwing die Szene betritt.
Ein großer Teil der Nightwing-Comics der ersten Jahrgänge handelt dann davon, wie Nightwing versucht, Desmonds kriminelles Imperium zu zerschlagen. Neben immer neuen, erfolglosen Versuchen, Nightwing loszuwerden, muss Desmond auch mit eigenen Problemen fertigwerden. So erleidet er einen starken Herzinfarkt und muss in die tief im afrikanischen Urwald gelegene Stadt „Gorilla City“, die von intelligenten Affen bewohnt wird, reisen, um ein geeignetes Spenderherz für seinen riesigen Körper zu finden. Ferner muss er den Privatkrieg überstehen, den sein ehemaliger Komplize Torque gegen ihn anzettelt. In Nightwing #100 kommt es schließlich zum finalen Showdown zwischen Blockbuster und Nightwing, dessen Geheimidentität Desmond mittlerweile in Erfahrung gebracht hat. Anlass hierfür ist der Tod von Desmonds Mutter, für den dieser Nightwing verantwortlich macht und der bevorstehende Zusammenbruch seiner Organisation aufgrund von Nightwings beharrlicher Zersetzungsarbeit. Nach einem brutalen Zweikampf kann Nightwing Blockbuster besiegen. Bevor er ihn jedoch der Polizei übergeben kann, wird der Koloss von seiner neuen „Partnerin“ Tarantula erschossen.

### Brutale
Brutale ist der Einsatzname des Söldners Guillermo Barrera. Brutale – der optisch einem matt braunfarbenen Gargoyle nachempfunden ist – debütierte in Nightwing #22 vom Juli 1998 (Autor: Dixon, Zeichner: MacDaniel). Er ist ein aus dem südamerikanischen Staat Hascaragua stammender kleinwüchsiger, ehemaliger Polizist, der für die dortige Militärjunta als „Verhörspezialist“ mittels Folter Informationen aus politischen Dissidenten herauspresste, wobei ihm vor allem seine chirurgischen Fähigkeiten zugutekamen. Nach dem Sturz der Junta floh Barrera in die USA, wo er begann, seine Dienste als Söldner und Auftragsmörder an den Meistbietenden zu verkaufen. Er trat in zahlreichen Nightwing-Abenteuern – oft im Team mit dem Schläger Stallion – als Handlanger des Schurken Blockbuster auf. Brutales Markenzeichen sind Klingenwaffen aller Art (Wurfmesser, Rasierklingen, Dolche, Skalpelle u. a. scharfkantige Gegenstände), die er in unüberschaubarer Zahl an seinem Körper trägt und gegen seine Gegner einsetzt.
Guillermo Barrera hat in der Live-Action-Serie Arrow einen Gastauftritt.

### Double Dare
Double Dare (dt. „Doppeltes Wagnis, doppelter Einsatz“) ist der „Künstlername“ der eineiigen Zwillinge Aliki und Margot Marceau. Die beiden hübschen Schwestern aus Frankreich, die erstmals in Nightwing #32 vom Juni 1999 (Autor: C. Dixon, Zeichner: S. MacDaniel) vorgestellt werden, sind gelernte Akrobatinnen und Trapezkünstlerinnen. Lange Jahre treten sie als Teil der Artistentruppe „Cirque Sensationel“, die Teil eines Wanderzirkuses ist. Dabei beeindrucken sie das Publikum nicht nur durch ihr artistisches Können, sondern auch durch ihr gutes Aussehen. Später beginnen sie, ihre artistischen und äquilibristischen Fähigkeiten als Einbrecher zu nutzen. Dabei agieren sie erst in Paris, um ihre Aktivitäten schließlich in den Großraum Gotham City/Blüdhaven zu verlagern, wo sie unter anderem für den Pinguin tätig sind. Nightwing, für den die Schwestern eine ausgeprägte Schwäche haben, versucht verschiedentlich die Diebinnen zur Strecke zu bringen. Er beschützte sie jedoch auch gelegentlich vor dem Zorn Blockbusters, nachdem sie diesen bestohlen hatten.

### Dynamiteer
Der Dynamiteer (Dale Llewelyn Biggler) ist ein „professioneller Saboteur“, der gegen Bezahlung Sprengstoffanschläge verübt. Seine Markenzeichen sind der Gebrauch von Dynamit, dem er seinen Namen verdankt, sowie eine Skimaske mit einem die Lippen nachzeichnenden Reißverschluss im Mundbereich, an der man seine Stimmungen ablesen kann (so wird ein Lächeln des Mannes hinter der Maske durch gebleckte Reißverschlusszähne kenntlich).
In seiner Debütgeschichte (US-Detective Comics #727/Dezember 1998 und #728/Januar 1999, während Road to No Man’s Land; Autor: Chuck Dixon, Zeichner: William Rosado) verübt der Dynamiteer im Auftrag des politisierenden Rockmusikers Nicholas Scratch eine Reihe von Sprengstoffanschlägen auf Gebäude in Gotham City, das kurz zuvor von einem schweren Erdbeben verwüstet worden war (siehe Cataclysm). Zweck dieser Attacken ist es, weiteres Chaos zu stiften, um so Scratchs Plan zu fördern, die US-Regierung zu einer Aufgabe der Stadt und ihre Ausgliederung aus dem Gebiet der Vereinigten Staaten zu erreichen. Nach einer dramatischen Jagd gelingt es Nightwing und Robin schließlich, den Dynamiteer zu besiegen und festzunehmen. Nach der Übergabe an die Polizei wird der Dynamiteer im Blackgate-Gefängnis inhaftiert. Dort ist er allerdings den harten Haftbedingungen unter Führung von Lock-Up (Lyle Bolton) ausgesetzt. Dieser hält ihn und andere Kriminelle einige Monate lang in den Ruinen des Gefängnisses gefangen. Davon werden Dynamiteer und die anderen schließlich von Nightwing befreit (US-Nightwing #35-37). Gemeinsam besiegen sie Bolton und beendeten seine Schreckensherrschaft. Der Dynmaiteer muss allerdings auch nach dem Ende von Boltons Herrschaft in der Anstalt verbleiben (siehe No Man’s Land).

### Hella
Hella ist eine geisteskranke ehemalige Polizistin, mit der Nightwing es gelegentlich zu tun bekommt. Hella, die erstmals in Nightwing: 80 Page Giant #1 vom Oktober 2000 (Autor: C. Dixon, Zeichner:) vorgestellt wird, ist der jüngste Sprössling einer irischstämmigen Einwandererfamilie, deren Mitglieder seit Generationen bei der Polizei von Blüdhaven als Polizisten ihren Dienst versehen. Als Hellas Familie bei einem Bombenanschlag des Kriminellen Angel Marin stirbt, bei dem sie selbst schwere Verbrennungen davonträgt, wird sie wahnsinnig. Aus Rache für den Tod ihrer Angehörigen beginnt sie (ausgestattet mit schweren Schusswaffen, einer Maske hinter der sie ihre Gesichtsverbrennungen verbirgt und Sprengstoff) eine blutige persönliche Vendetta gegen die Verantwortlichen. Nightwing beendet diesen Rachefeldzug schließlich vorerst, gerät dadurch jedoch selbst auf die Abschussliste Hellas (Nightwing #70).

### Lady Vic
Lady Vic (kurz für „Lady Victim“), alias, Lady Elaine Marsh-Morton, ist eine englische Berufskriminelle mit der Nightwing gelegentlich zu tun hat. Vic, die in Nightwing #4 vom Januar 1997 debütierte (Autor: Dixon, Zeichner: McDaniel), verdingt sich gemäß der Tradition ihrer normannischstämmigen Clans, als Söldnerin, um das Geld für die Erhaltung des herrschaftlichen Landsitzes ihrer Familie in Großbritannien zu sammeln. Bei ihrer Arbeit verlässt sie sich auf ihre Fertigkeit in den fernöstlichen Kampfkünsten und greift auf antike Hieb- und Stichwaffen (Schwerter, Zulu Asegai, Kris u. ä.) und einen Webley-Fosberry 45er Revolver aus der Sammlung ihrer Familie zurück. Ihr treuer Assistent und Faktotum ist ihr Butler Bivens. Mit Nightwing hatte sie es immer wieder im Zusammenhang mit ihrer Tätigkeit für den Kriminellen Roland Desmond zu tun, für den sie an einer Expedition in den afrikanischen Dschungel auf der Suche nach einer verschollenen Gorillastadt teilnahm, verschiedene Einbrüche verübte und vor allem mehrfach versuchte Nightwing zu töten. Daneben gehörte Vic der von dem Terroristen Vandal Savage geführten Gruppe „Tartarus“ an, die mehrere Anschläge auf das von Nightwing geführte Abenteurerteam Titans verübte.

### Mouse und Giz
Mouse und Giz sind ein Duo von Computerhackern, die ihre Dienste an den Meistzahlenden verkaufen. Mouse, alias Pamela Sweigeld, debütierte in Robin #18 (Autor: Dixon, Zeichner: Mike Weiringo) von 1995, Giz in Catwoman #28 (Autor: Dixon, Zeichner: Jim Balent) vom Januar 1996.
Mouse war ursprünglich die Sekretärin von Schuyler Ollsworthy, dem Leiter des Bauamtes von Gotham City. Um die schlechte Behandlung Ollsworthys – den sie heimlich liebte – durch Gothams Bürgermeister Kroll zu rächen, verübte sie verkleidet als Maus, einem Tier das im amerikanischen Volksglauben als besonders sabotagefreudig gilt, Anschläge auf öffentliche Gebäude, um so die Wichtigkeit der Arbeit ihres Chefs (Gebäudesicherheit) zu verdeutlichen. Nach ihrer Verhaftung durch Batmans Juniorpartner Robin tat sie sich mit dem Profihacker Giz, einem ehemaligen Angestellten des Kriminellen Pinguin, zusammen, mit dem sie seither ein kriminelles Gespann bildet. Die beiden arbeiteten unter anderem kurzzeitig mit Catwoman, Slyfox und Steeljacket zusammen (Catwoman #28-30) und traten später wiederholt als Handlanger des Kriminellen Roland Desmond in Erscheinung, weswegen sie mehrmals mit Nightwing aneinandergerieten (Nightwing #43-47 und 68-70).

### Nite-Wing
Nite-Wing, alias Tad Ryerstad, ist ein gewalttätiger Soziopath, der in Nightwings ehemaliger Heimatstadt Blüdhaven sein Unwesen treibt. Ryerstad ist von dem Wahn besessen, Blüdhaven vom Verbrechen zu „säubern“, trägt aber durch seine brutalen Methoden und seine undurchdachte Vorgehensweise viel mehr zur weiteren Eskalation der Verhältnisse in Blüdhaven bei. Die Figur debütierte in Nightwing #8 (Mai 1997) als Tad Ryerstad und in Nightwing #21 als Nite-Wing (Juni 1998) und wurde von Chuck Dixon (Autor) und Scott McDaniell kreiert.
Ryerstad wuchs in einem Waisenhaus in den Slums von Blüdhaven auf, nachdem er aus seinem zerrütteten, von Alkohol und Kriminalität geprägten Elternhaus fortgelaufen war. Da er sich an seinen eigentlichen Namen nicht erinnern konnte, nannte er sich Tad in Anspielung auf den Spitznamen tadpole (dt. „Kaulquappe“), den man ihm wegen seiner geringen Körpergröße im Waisenhaus gegeben hatte, den Nachnamen Ryerstad wählte er nach einer lokalen Biermarke. Nachdem er das Waisenhaus verlassen hatte, lebte er seit seinem 12. Lebensjahr unbehelligt in Ruinen in den Slums von Blüdhaven, wo er sich durch heimliche Kinobesuche und die Lektüre von Groschenheften „weiterbildete“. Die lieblose Kindheit und die jahrelange Vernachlässigung ließen Ryerstad schließlich zu einem verhaltensgestörten Soziopathen heranwachsen, der insbesondere dazu neigte, von sich selbst in der dritten Person zu sprechen, und ein Sendungsbewusstsein entwickelte, das ihn glauben ließ, zur „Säuberung“ von Blüdhaven berufen zu sein. Zunächst als einfacher Schläger, später – von dem Kinohelden Tarantula inspiriert – als maskierter Rächer verkleidet, beschloss Ryerstad, als Verbrechensbekämpfer in den Armenvierteln der Stadt zu patrouillieren. In Anlehnung an einen 24-Stunden-Deli-Grill, der sich auf Chicken-Wings spezialisierte, nannte er sich bei seinen Aktionen Nite-Wing. Eine Verwechslung mit Nightwing brachte ihn dabei schwerverletzt ins Krankenhaus, wo die Angehörigen der Blockbuster-Bande – im Glauben, er sei Nightwing – weitere Mordanschläge auf ihn verübten, so dass Nite-Wing diese seither als seine Todfeinde ansieht.
Nach einer kurzen Partnerschaft mit Nightwing, der sich von Ryerstad trennte, als er dessen Wahn erkannte, begann Nite-Wing systematisch Straßenbanden und die Handlanger, wie etwa Ricky Noone, von Roland Desmond, dem König der Unterwelt von Blüdhaven, zu ermorden. Nachdem er bei einer dieser Aktionen den Undercover-Agenten Cisco Blaine ermordet hatte, wurde er von Nightwing verhaftet und den Behörden übergeben, die Nite-Wing ins Lockhaven-Gefängnis sperrten. Gemeinsam mit dem skurril entstellten ehemaligen Polizisten Dudley Soames (Torque) gelang es Ryerstad schließlich, eine Häftlingsrevolte auszulösen und zu fliehen. In Freiheit gelangt, überwarfen Nite-Wing und Torque sich, mit der Folge, dass Ryerstad Soames im Streit um eine Waffe erschoss. Durch – von der Blockbuster-Bande – gefälschte Beweise des Mordes am Blüdhavener Polizeichef Redhorn für schuldig befunden, gelang es Nite-Wing schließlich mit Nightwings Hilfe, seine Unschuld zu beweisen. Wegen der Morde an Blaine und Soames wurde er trotz seiner Unschuld in diesem Fall erneut verhaftet und zu einer weiteren Gefängnisstrafe verurteilt.

### Shrike
Shrike (englischer Name der Würger) ist der Name verschiedener Mitglieder der von dem Terroristen Ra's al Ghul ins Leben gerufenen Mörderbande Liga der Schatten. Der erste Shrike – dessen Identität nie geklärt wurde – debütierte in Robin: Year One #4 (Autor: Dixon, Zeichner: Javier Pulido). Der Name Shrike spielt auf die Gewohnheit der Würger an, ihre Beutetiere auf Dornen, Ästen und ähnlichem aufzuspießen – ähnlich wie der vor allem mit scharfklingigen Waffen (Schwerter, Messer, Netze mit Fanghaken etc.) arbeitende Shrike. Als einer von al Ghuls Agenten betrieb er eine Kampfsportschule (Vengeance Academy) in einem Armenviertel von Gotham City, in der er Jugendliche zu Attentätern ausbildete. Als Dick Grayson (Batmans Assistent Robin) die Schule unter falschem Namen zu infiltrieren versuchte eskalierte die Situation, in einer verworrenen Auseinandersetzung an der Batman und der Kriminelle Two-Face (dem Shrike nach dem Leben trachtete um ein Kopfgeld zu kassieren) sich beteiligten, wurde Shrike von Two-Face erschossen. Shrikes Schule wurde geschlossen, die Schüler zerstreuten sich.
Jahre später nahm Boone, Shrikes Lieblingsschüler aus der „Vengeance Academy“, die Identität seines Herren an (Nightwing Secret Files & Origins #1, Oktober 1999) und schloss sich nach einer Begegnung mit Ra's al Ghuls Tochter Talia als neuer Shrike al Ghuls Liga der Schatten an für die er lange Zeit im ostasiatischen Raum als Attentäter tätig war. Zwei Versuche, Dick Grayson (der inzwischen zum Helden Nightwing geworden war) aus Rache für das unrühmliche – in seinen Augen durch Grayson verschuldete Ende – seines Meisters zu töten, scheiterten. Nach al Ghuls Tod stellte Shrike sich in den Dienst von dessen Tochter Nyssa, der neuen Anführerin der Gruppe.

### Stallion
Stallion (engl. „Hengst“), alias Randy Hanrahan, ist ein bulliger Schläger, mit dem Nightwing mehrfach aneinandergerät. Er taucht erstmals in Nightwing #14 vom November 1997 auf (Autor: C. Dixon, Zeichner: S. McDaniel). Dort wird Hanrahan als ehemaliger Footballspieler vorgestellt, der nach einer Knieverletzung seine Karriere bei den Dallas Cowboys aufgeben musste und seither durch Aufträge sein Auskommen findet. Den Codenamen Stallion legte Hanrahan, ein extrem stämmiger und muskulöser Mann, sich als Ausdruck seiner machistischen Grundhaltung zu. Seine Erkennungszeichen sind ein breitkrempiger Cowboyhut, den er niemals abnimmt, und ein Shirt mit einer Pferdekopf-Silhouette.
Da Stallion nicht dazu neigt, für sich selbst zu denken, verfolgt er eher selten eigene Pläne. Stattdessen bietet er seine Dienste für Bares dem Meistbietenden: Hanrahan arbeitet so zunächst kurzzeitig als Rausschmeißer und Geldeintreiber für den kriminellen Kasinobesitzer Oswald Cobblepott, bevor er längere Zeit als „Mann fürs Grobe“ für den Unterweltboss Roland Desmond arbeitet. In der von Desmond geführten Blockbuster-Bande bildet Stallion meist ein Team mit dem Südamerikaner Brutale und dem Berufsverbrecher Lester Buchinsky. Für Desmond versucht Stallion mehrmals vergeblich, Nightwing zu ermorden, dem er in mehreren brutalen Zweikämpfen unterliegt. Außerdem verübt er Einbrüche und nimmt er an einer Expedition durch den afrikanischen Dschungel teil.

### Sylph
Sylph, alias Sylvian Scofield war eine Mörderin mit der Nightwing zu tun hatte. Sylph, die in Nightwing #48 vom Oktober 2000 (Autor: Dixon, Zeichner: Land) debütierte, war die Tochter eines Erfinders, der von drei Geschäftsmännern um das Patent für ein von ihm entwickeltes Spezialgewebe (Achilloron textile) betrogen worden war, dass ihnen ein Millionenvermögen einbrachte, das sie nicht mit ihm teilten. Aus Rache für die schändliche Behandlung ihres Vaters verübte Sylph Mordanschläge auf die Betrüger, wobei sie ein weiterentwickeltes Spezialgewebe nutzte, das es ihr ermöglichte ihre eigene Kleidung als Waffe einzusetzen, indem sie die mit elektronischen Fäden durchzogenen Bandagen des Gewebes als Waffen und Werkzeuge benutzte, die wie organische Tentakel ihren Gedanken gehorchten. Sylph starb schließlich als sie sich auf der Flucht vor Nightwing in ihrem eigenen Fabrikat verfing und sich den Hals brach.

### Torque
Torque (dt. „Drehmoment“) war der Spitzname des bizarr-entstellten ehemaligen Polizisten Dudley Soames, der einer der Hauptwidersacher von Nightwing in den ersten Jahrgängen der Serie war. Torque, der in Nightwing #1 vom Oktober 1996 in seinem Alter Ego als Soames und in #27 vom Januar 1999 als Torque debütierte (Autor: Dixon, Zeichner: MacDaniels), verdankt seinen Namen der Tatsache, dass sein Kopf nach einem Angriff des Kriminellen Roland Desmond um 180 Grad verdreht ist, so dass sein Gesicht seinem Rücken und sein Hinterkopf seiner Brust zugewandt ist.
Inspektor Dudley „Deadley“ Soames war ein korrupter Polizist in Blüdhaven. Als Nightwing nach Blüdhaven kam, um eine Mordserie aufzuklären, erregte dies das Missfallen des Blüdhavener Polizeichefs Redhorn. Redhorn beauftragte Soames damit, den jungen Detektiv zu ermorden, um die korrupte Behörde von seinem Einfluss zu bewahren. Soames entschied jedoch, dass es seinen Zielen vorerst dienlicher war Nightwing am Leben zu lassen und ging eine Partnerschaft mit ihm ein, mit dem Hintergedanken Nightwing im Bandenkrieg der in Blüdhaven tobte als sein Werkzeug auszunutzen. Nachdem Nightwings Kampf gegen das Kartell des Kriminellen Roland Desmond immer neue, immer größere Erfolge erzielte, befahl Desmond – für den Soames parallel zu seiner Arbeit als Polizist tätig war – diesem, den jungen Verbrechensbekämpfer um jeden Preis zu beseitigen. Nach dem gescheiterten Versuch, Nightwing mit Hilfe des Geisteskranken Jonathan Crane zu ermorden, versuchte Desmond seinerseits Soames zur Strafe für sein Versagen zu töten. Mit Hilfe seiner bärengleichen Körperkraft drehte der Bandenchef Soames Hals um und ließ diesen scheinbar tot zurück. Auf wundersame Weise überlebte Soames seinen Halsbruch jedoch und wurde von den eintreffenden Notärzten gerettet. Mit starken Drogen und einem grausamen Reha-Programm gelang es, die Lebenskräfte des entstellten Mannes – sein Kopf war nun um 180 Grad gewendet und hatte den Rücken als Sehrichtung – wiederherzustellen. Dank einer mit Spiegelreflexlinsen ausgestatteten Spezialbrille, die es ihm ermöglichte trotz seiner verdrehten anatomischen Sehrichtung sein Brustfeld im Auge zu haben, war es Soames – der sich nun spöttisch Torque nannte – möglich sich weiterhin fortzubewegen.
Um sich an Nightwing und Blockbuster zu rächen, begann Torque einen neuen Bandenkrieg, wurde aber bei einem Angriff auf das Blüdhaven Police Department von Nightwing besiegt und verhaftet. Aus dem Gefängnis konnte er schließlich gemeinsam mit Nite-Wing entkommen, indem beide einen Gefangenenaufstand anzettelten. Ein Streit der beiden um ihr weiteres Vorgehen eskalierte im Gerangel um eine Waffe, in dessen Folge sich ein Schuss löste der Soames tödlich verletzte.

### Tumult
Der Tumult (richtiger Name unbekannt) ist ein riesenhafter Afroamerikaner, der gegen Bezahlung Sabotageakte begeht. Er debütierte in Batman #560 von 1998 (Autor: Dixon, Zeichner: Rosado). Bei seiner Arbeit greift der Tumult, dessen Markenzeichen eine messingbeschlagene Gesichtsmaske ist und er sich sonst wie ein Bauarbeiter kleidet (Latzhose, Arbeitshandschuhe etc.), vorzugsweise auf einen schweren Presslufthammer zurück.
Zu den Auftraggebern von Tumult zählten in der Vergangenheit unter anderem der politisierende Rockmusiker Nicholas Scratch, der den Tumult nach einem Erdbeben beschädigte Gebäude in Gotham City einreißen ließ, um so für weiteres Chaos zu sorgen, bis Nightwing und Robin ihn schließlich zur Strecke bringen konnten (siehe Batman: Niemandsland). Nach seiner Inhaftierung geriet er in die Gewalt des Geisteskranken Lyle Bolton, der dem Wahn besessen ist, andere Menschen einzusperren. Gemeinsam mit Dutzenden anderen Berufskriminellen derer er habhaft werden konnte, sperrte Bolton Tumult in die Kellergewölbe der Ruinen des von seinen regulären Wärtern verlassenen Blackgate-Gefängnisses, das Bolton nun mehr als neuer „Direktor“ regierte. Mit Nightwings Hilfe gelang es Tumult und den anderen Insassen schließlich eine Häftlingsrevolte anzuzetteln, Boltons Schreckensherrschaft zu beenden und das Gefängnis zu befreien. Nach dem Ende von Boltons Regime wurde Tumult von Nightwing der Polizei überstellt, die Blackgate wieder in Besitz nahm (Nightwing #35-37).